# Anton von Branconi
Franz Anton Salvator von Branconi, geboren als Antonio Mariano Salvatore Francesco Pessina de Branconi (* 31. Oktober 1762 in Neapel, Italien; † 20. Mai 1828 in Langenstein) war ein  anhalt-dessauischer Hofbeamter, preußischer Landrat und Kanonikus an der Liebfrauenkirche in Halberstadt.

## Leben
Er entstammte der in Kalabrien ansässigen und reich begüterten oberitalienischen Adelsfamilie Pessina de Branconi (siehe: Branconi (Adelsgeschlecht)) und war der Sohn des Francesco Pessina de Branconi († 1766) und der Maria Antonia Elsener (1746–1793), die als Witwe am 30. November 1776 als Maria Antonia von Branconi in den persönlichen rittermäßigen Reichsadelsstand erhoben wurde. Sohn Anton wurde nur drei Tage später gemeinsam mit seiner Schwester Anna Maria am 3. Dezember 1776 in den Reichsadelsstand erhoben.
Branconi wurde im Jahr 1785 Kanonikus der Liebfrauenkirche in Halberstadt. Später war er Landrat des Kreises Osterwieck und Bürgermeister. Außerdem war er Reisemarschall des Herzogs Franz von Anhalt-Dessau (siehe hierzu: Palais Branconi). Von seiner Mutter erbte er im Jahr 1793 das Gut Langenstein. 1807 wurde er für das Departement des Harzes in die Reichsstände des Königreichs Westphalen gewählt.

## Familie
Er heiratete am 7. November 1795 Sophie Caroline von Rössing (1767–1852) aus Berßel. Das Paar hatte mehrere Kinder:
- Franz Karl (*/† 1800)
- Franz (1801–1847), Land- und Stadtgerichtsdirektor zu Schleusingen ⚭ 1833 Frederike von Taubenheim (1810–1885)
- Karoline (1803–1888) ⚭ 1823 Bonaventura von Brederlow (1791–1867) preußischen Generalmajor
- Gustav (1804–1874), preußischer Major im Garderegiment Nr. 1 ⚭ Adelheid von Buggenhagen (1822–1899)[3]
- Charlotte Auguste Mathilde (1809–1809)